# کوسکوخائوارینا (کالکا)
کوسکوخائوارینا (به اسپانیایی: Coscojahuarina) یک کوه در پرو است. کوسکوخائوارینا ۴٬۶۰۰ متر بالاتر از سطح دریا واقع شده‌است.